# Hyperaea sanguinea
Hyperaea sanguinea är en tvåvingeart som först beskrevs av Johann Wilhelm Meigen 1824.  Hyperaea sanguinea ingår i släktet Hyperaea och familjen parasitflugor. Inga underarter finns listade i Catalogue of Life.